# Эренхолт, Амарант
Амарант Розилин Эренхолт (англ. Amaranth Rosylyn Ehrenhalt; 15 января 1928 — 16 марта 2021) — американский художник, живописец, скульптор, писатель, долгое время работала в Париже, Франция. Эренхолт была одной из немногих абстрактных экспрессионистов из Нью-йоркской школы 1950-х годов, которые до сих пор активно работают.

## Биография
Родилась в Филадельфии, с детства была одарённым ребёнком, с двенадцати лет посещала занятия в Музее искусств Филадельфии, получила фундаментальное художественное образование в Университете искусств Филадельфии и Пенсильванской академии изящных искусств. В 50-х годах жила и работала в Нью-Йорке. Официально считается представителем второй волны Американского абстрактный экспрессионизм. Общалась с Виллемом де Кунингом, Францем Клайном и многими другими, была завсегдатаем Cedar Tavern. В это время она также активно начинает работать во Франции. Ей покровительствуют Соня Делоне и скульптор Альберто Джакометти, она активно общается с единомышленниками в Le Select cafe на бульваре Монпарнас. В последнее время продолжала активную деятельность, работала, как скульптор, принтмейкер, живописец, автор текстов.

## Последние годы
В 2008 году Эренхолт покинула Париж и вернулась в Нью-Йорк. Среди последних выставок — Amaranth Ehrenhalt в Голливуде (2010), Amaranth Ehrenhalt: A Hidden Treasure Shifting Ecologies (2012) и Shifting Ecologies (2014) в Нью-Йорке, а также Colorimetry (2014) в Охай (Калифорния).
Скончалась  на 94-м году жизни на Манхеттене 16 марта 2021 года с диагнозом COVID-19.